# Emilian Stanev
Emilian Stanev (în bulgară Емилиян Станев), numele real fiind cel de Nikola Stoianov Stanev, (în bulgară Никола Стоянов Станев; n. 28 februarie 1907, Tărnovo, Principatul Bulgariei – d. 15 martie 1979, Sofia, Republica Populară Bulgaria) a fost un prozator bulgar din secolul al XX-lea.

## Biografie
S-a născut la Veliko Tărnovo în 1907. El și-a petrecut copilăria în Tărnovo și Elena, unde a trăit mult timp cu familia sa. La o vârstă fragedă, tatăl său îl scoate la partide de vânătoare în aer liber, lucru care a avut mai târziu un impact asupra operei sale, unde apar frecvent descrieri ale naturii. În 1928, el a terminat liceul din Elena ca elev particular și s-a mutat la Sofia, unde a studiat pictura cu profesorul Tseno Todorov. A fost numit Erou al Muncii Socialiste (1967). A fost membru al Partidului Comunist Bulgar din 1944. Stanev a studiat la Academia de Arte din Sofia și a studiat mai târziu Finanțele și Comerțul la Universitatea de Economie Națională și Mondială din Sofia. Între 1932 - 1944, el a fost un funcționar al municipalității Capitalei, iar în 1945 a fost director al rezervei de vânătoare din satul Bukoveț.
Stanev a murit la Sofia în 1979.

## Opera
Stanev a început să publice din 1931. A scris colecția de povestiri Tentația luminii (Примамливи блясъци, 1938) și nuvela Hoțul de piersici (Крадецът на праскови, 1948).
S-a făcut cunoscut mai apoi ca autor de cărți pentru copii și adolescenți: Prin păduri și pe ape (През гори и води, 1943), Ursulețul lacom (Лакомото мече, 1944), Povestea unei păduri (Повест за една гора, 1948), Când se topește zăpada (Когато скрежът се топи, 1950), Cernișka (Чернишка, 1950) și altele.
Lucrările sale din anii următori s-au axat pe mai multe teme filozofice. În aceste lucrări Emilian Stanev utilizează cunoștințele sale despre istoria Bulgariei. Din aceasta perioadă sunt romanele Legenda prințului preslav Sibin (Легенда за Сибин, преславския княз, 1968), Tihik și Nazarii (Тихик и Назарий, 1970), Antihrist (Антихрист, 1970), Regina din Tărnovo (Търновската царица, 1974) etc.
Romanul Antihrist, a cărui acțiune are loc în secolul al XIV-lea, aduce în prim-plan momente eroice ale luptei poporului bulgar pentru dreptate socială și independență națională.

## Proză
Pentru copii și adolescenți
- 1943 Prin păduri și pe ape (През гори и води)
- 1944 Ursulețul lacom (Лакомото мече)
- 1948 Povestea unei păduri (Повест за една гора)
- 1950 Când se topește zăpada (Когато скрежът се топи)
- 1950 Cernișka (Чернишка)

Pentru adulți
- 1938 Tentația luminii (Примамливи блясъци)
- 1940 Сами
- 1943 Вълчи нощи
- 1945 Делници и празници
- 1946 Дива птица
- 1948 În liniștea serii (В тиха вечер)
- 1948 Hoțul de piersici (Крадецът на праскови)
- 1964 Ivan Коndarev (Иван Кондарев)
- 1968 Legenda prințului preslav Sibin (Легенда за Сибин, преславския княз)
- 1970 Antihrist (Антихрист)
- 1974 Regina din Tărnovo (Търновската царица)
- 1977 Tihik și Nazarii (Тихик и Назарий) (публикуван за първи път в сп. „Пламък“, 1977, кн. 2)

## Filmografie
- 1960 În liniștea serii (В тиха вечер)
- 1964 Hoțul de piersici (Крадецът на праскови / Kradețăt na praskovi), regia Vălo Radev
- 1974 Ivan Коndarev (Иван Кондарев)
- 1981 Regina din Tărnovo (Търновската царица / Tărnovskata țarița), regia Ianko Iankov
- 1981 Язовецът (film TV)